# Trung Mỹ Tây
Trung Mỹ Tây là một phường thuộc Thành phố Hồ Chí Minh, Việt Nam.

## Địa lý
Phường Trung Mỹ Tây có vị trí địa lý:
- Phía đông giáp phường Tân Thới Hiệp
- Phía tây giáp xã Bà Điểm
- Phía nam giáp phường Đông Hưng Thuận
- Phía bắc giáp xã Bà Điểm và xã Đông Thạnh.[3]

Phường có diện tích 6,92 km², dân số năm 2021 là 126.917 người,  mật độ dân số đạt 18.340 người/km².

## Hành chính
Sau khi chính thức sắp xếp lại các khu phố của 11 phường thuộc địa bàn Quận 12 vào ngày 14/03/2024, phường Trung Mỹ Tây từ 7 khu phố cùng 78 tổ dân phố ở cấp dưới sẽ chia thành 21 khu phố mới đánh số từ 1 đến 21. Điều đó đồng nghĩa với việc, phường Trung Mỹ Tây sẽ không còn cấp hành chính tổ dân phố như trước.
Sau đợt sáp nhập vào ngày 16 tháng 6 năm 2025, phường Trung Mỹ Tây có 57 khu phố được đánh số từ 1 đến 57.

## Lịch sử
Địa danh Trung Mỹ Tây có từ thời Pháp thuộc, khi đó là tên một làng thuộc tổng Bình Thạnh Hạ, quận Gò Vấp, tỉnh Gia Định. Làng Trung Mỹ Tây được hình thành trên cơ sở sáp nhập ba làng có từ thời Nguyễn là Mỹ Hòa, Trung Chánh và Trung Chánh Tây.
Năm 1955, chính quyền Việt Nam Cộng hòa sáp nhập tổng Bình Thạnh Hạ vào quận Hóc Môn. Sau năm 1956, các làng được gọi là xã, Trung Mỹ Tây là một xã thuộc quận Hóc Môn.
Sau năm 1975, xã Trung Mỹ Tây thuộc huyện Hóc Môn, Thành phố Hồ Chí Minh.
Ngày 27 tháng 8 năm 1988, Hội đồng Bộ trưởng ban hành Quyết định 136-HĐBT. Theo đó:
- Tách 145 ha diện tích tự nhiên và 4.516 người của xã Đông Hưng Thuận (gồm một phần ấp Hàng Sao một phần ấp Tân Hưng); 461 ha diện tích tự nhiên và 4.720 người của xã Trung Mỹ Tây (gồm ấp Đông, ấp Chánh Tây) để thành lập xã Tân Chánh Hiệp
- Tách 141 ha diện tích tự nhiên và 631 người của ấp Đồng Tiến thuộc xã Đông Hưng Thuận để sáp nhập vào xã Trung Mỹ Tây.

Sau khi điều chỉnh địa giới hành chính, xã Trung Mỹ Tây có 297 ha diện tích tự nhiên và 15.272 người, gồm 6 ấp: Vạn Hạnh, Mỹ Hòa, Trung Mỹ Tây, Trung Chánh, Quang Trung và Đồng Tiến.
Ngày 6 tháng 1 năm 1997, Chính phủ ban hành Nghị định số 03-CP. Theo đó:
- Thành lập Quận 12 trên cơ sở tách toàn bộ diện tích, dân số của 5 xã: An Phú Đông, Đông Hưng Thuận, Tân Thới Hiệp, Tân Thới Nhất, Thạnh Lộc và một phần diện tích, dân số của 2 xã: Tân Chánh Hiệp, Trung Mỹ Tây thuộc huyện Hóc Môn.
- Thành lập phường Trung Mỹ Tây trên cơ sở 273 ha diện tích tự nhiên và 11.332 người của xã Trung Mỹ Tây (phần diện tích, dân số điều chỉnh về Quận 12).
- Điều chỉnh 276 ha diện tích tự nhiên và 4.116 người của xã Tân Chánh Hiệp về phường Hiệp Thành mới thành lập.
- Điều chỉnh 11 ha diện tích tự nhiên và 2.720 người của xã Tân Chánh Hiệp về phường Tân Thới Hiệp mới thành lập.
- Thành lập phường Tân Chánh Hiệp trên cơ sở 422 ha diện tích tự nhiên và 8.625 nhân khẩu của xã Tân Chánh Hiệp (phần diện tích, dân số còn lại của xã Tân Chánh Hiệp điều chỉnh về Quận 12).

Sau khi thành lập, phường Trung Mỹ Tây có 273 ha diện tích tự nhiên, dân số là 11.332 người. Phần diện tích và dân số còn lại của xã Trung Mỹ Tây được sáp nhập vào xã Tân Xuân thuộc huyện Hóc Môn. Sau khi thành lập, phường Tân Chánh Hiệp có 422 ha diện tích tự nhiên, dân số là 8.625 người. Phần diện tích và dân số còn lại của xã Tân Chánh Hiệp được sáp nhập vào xã Thới Tam Thôn thuộc huyện Hóc Môn.
Ngày 16 tháng 6 năm 2025, Ủy ban Thường vụ Quốc hội nước Cộng hòa xã hội chủ nghĩa Việt Nam khóa XV thông qua Nghị quyết 1685/NQ-UBTVQH15. Theo đó:
- Sắp xếp toàn bộ diện tích tự nhiên, quy mô dân số của các phường Tân Chánh Hiệp và Trung Mỹ Tây thành phường mới có tên gọi là phường Trung Mỹ Tây (khoản 33 Điều 1).

Sau khi thành lập, phường Trung Mỹ Tây có 692,9 ha diện tích đất tự nhiên và 126.917 người.

## Giáo dục

### Cơ sở giáo dục đại học
| Tên trường                                              | Địa chỉ                                             | Website                                              | Ghi chú           |
| ------------------------------------------------------- | --------------------------------------------------- | ---------------------------------------------------- | ----------------- |
| Trường Đại học FPT                                      | Công viên phần mềm Quang Trung, Phường Trung Mỹ Tây |                                                      | Cơ sở TPHCM       |
| Trường Đại học Hoa Sen                                  | Công viên phần mềm Quang Trung, Phường Trung Mỹ Tây |                                                      | Cơ sở Quang Trung |
| Trường Đại học Giao thông vận tải Thành phố Hồ Chí Minh | 70 Tô Ký, Phường Trung Mỹ Tây                       | Lưu trữ ngày 13 tháng 7 năm 2019 tại Wayback Machine | Cơ sở 3           |
| Trường Đại học Lao động - Xã hội (CSII)                 | 1018 Tô Ký, Phường Trung Mỹ Tây                     |                                                      | Cơ sở TPHCM       |

### Trường cao đẳng, trường trung cấp, trung tâm GDNN - GDTX
| Tên                                                            | Địa chỉ                                             | Website | Ghi chú     |
| -------------------------------------------------------------- | --------------------------------------------------- | ------- | ----------- |
| Trường Cao đẳng FPT Polytechnic                                | Tòa nhà QTSC9 (tòa T), Phường Trung Mỹ Tây          |         | Cơ sở TPHCM |
| Trường Cao đẳng Y Dược Sài Gòn                                 | Công viên phần mềm Quang Trung, Phường Trung Mỹ Tây |         | Cơ sở 1     |
| Trường Cao đẳng Viễn Đông                                      | Công viên phần mềm Quang Trung, Phường Trung Mỹ Tây |         | Cơ sở 1     |
| Trường Trung cấp Kinh tế Kỹ thuật Quận 12                      | 592 Nguyễn Ảnh Thủ, Phường Trung Mỹ Tây             |         | Cơ sở 1     |
| Trung tâm Giáo dục Nghề nghiệp - Giáo dục Thường xuyên Quận 12 | 2Bis Tô Ký, Phường Trung Mỹ Tây                     |         |             |

### Các trường THPT, trường liên cấp có bậc THPT
| Tên                                                        | Địa chỉ                                   | Website | Ghi chú                                       |
| ---------------------------------------------------------- | ----------------------------------------- | ------- | --------------------------------------------- |
| Trường Trung học Cơ sở và Trung học Phổ thông Trần Cao Vân | 41 Giang Cự Vọng, Phường Trung Mỹ Tây     |         | Kiểm định CLGD cấp độ 1 Trường ngoài công lập |
| Trường Trung học Cơ sở và Trung học Phổ thông Lạc Hồng     | 2276/5 Đỗ Mười (QL1), Phường Trung Mỹ Tây |         | Kiểm định CLGD cấp độ 1 Trường ngoài công lập |

## Y tế
| Tên bệnh viện     | Địa chỉ                                 | Website                    | Ghi chú           |
| ----------------- | --------------------------------------- | -------------------------- | ----------------- |
| Bệnh viện Quận 12 | 111 Dương Thị Mười, Phường Trung Mỹ Tây | https://benhvienquan12.vn/ | Bệnh viện hạng II |

## Văn hóa - du lịch

### Di tích lịch sử
| Tên di tích                   | Địa chỉ                                | Ghi chú                       |
| ----------------------------- | -------------------------------------- | ----------------------------- |
| Miếu Cây Quéo                 | 42/5 Lê Thị Nho, Phường Trung Mỹ Tây   | Di tích lịch sử cấp Thành phố |
| Nhà tưởng niệm Nguyễn An Ninh | Đường Hà Thị Khéo, Phường Trung Mỹ Tây |                               |

### Nhà thờ
| Tên nhà thờ               | Địa chỉ                                |
| ------------------------- | -------------------------------------- |
| Nhà thờ Giáo xứ Bạch Đằng | Đường Hà Thị Khéo, Phường Trung Mỹ Tây |

### Đền chùa
| Tên đền chùa    | Địa chỉ                                       |
| --------------- | --------------------------------------------- |
| Chùa Quảng Đức  | 193D QL22, Phường Trung Mỹ Tây                |
| Chùa Giác Vương | 124/3B Tân Chánh Hiệp 35, Phường Trung Mỹ Tây |
| Miếu Vương Phù  | Đường Huỳnh Thị Hai, Phường Trung Mỹ Tây      |
| Chùa Liên Trì   | 54 Tân Chánh Hiệp 16, Phường Trung Mỹ Tây     |
| Chùa An Lạc     | Đường Huỳnh Thị Hai, Phường Trung Mỹ Tây      |

### Khu vui chơi
| Tên                                  | Địa chỉ                        |
| ------------------------------------ | ------------------------------ |
| Trung tâm Văn hoá - Thể thao Quận 12 | 9 QL22, Phường Trung Mỹ Tây    |
| Công viên Phần mềm Quang Trung       | Phường Trung Mỹ Tây            |
| Công viên Tân Chánh Hiệp             | Phường Trung Mỹ Tây            |
| Co.opmart Tô Ký                      | 557 Tô Ký, Phường Trung Mỹ Tây |